# Jhevaughn Materson
Jhevaughn Materson (27 de febrero de 1999) es un deportista de Jamaica que compite en atletismo. Ganó una medalla de plata en el Campeonato Mundial de Atletismo Sub-20 de 2018, en la prueba de 4 × 100 m.